# Germaine Hoerner
Pour les articles homonymes, voir Hoerner.
Germaine Hoerner est née le 26 janvier 1905 à Strasbourg et décède le 19 mai 1972 à Strasbourg. Elle est une cantatrice française soprano.

## Biographie
Germaine est la fille de Joesph Hoerner, un commerçant originaire de Pittsburgh, et de Marie Lueger de Mulhouse. 
Elle entre en 1923 au Conservatoire de Musique de Strasbourg pour le chant et le violon. Après avoir obtenu des premiers prix de chant et d'art lyrique, elle se présente au Conservatoire de Paris pour suivre des cours d'opéra et d'opéra-comique. 
Elle débute à l'Opéra de Paris en 1929 admise comme artiste lyrique (soprano) dans La Walkyrie de Wagner. Elle s'illustre dans les grand rôles wagnériens : Elsa (Lohengrin), Elisabeth (Tannhäuser), Gutrune (Le crépuscule des Dieux) et Senta (Le Vaisseau fantôme), qu'elle crée au Palais Garnier. Puis elle se tourne vers le bel canto italien, notamment dans le rôle titre d'Aïda et de Desdémone dans Otello de Verdi. Elle aborde le répertoire français avec Marguerite dans la Damnation de Faust de Berlioz, Valentine dans Les Huguenots de Meyerbeer, Brunehild dans Sigurd d'Ernest Reyer, Bonté dans Guercœur d'Albéric Magnard, retourne au répertoire germanique avec Léonore dans Fidelio de Beethoven et la Maréchale dans Le Chevalier à la rose de Richard Strauss. 
Le comité directeur de l'Opéra la désigne en août 1944 pour chanter La Marseillaise à l'occasion de la libération de Paris. 
Le 26 janvier 1956, Germaine Hoerner donne une représentation d’adieux dans Fidelio de Ludwig van Beethoven. 
En 1960, elle se retire de la scène et se consacre à l'enseignement à Strasbourg.